# En time med dig
En time med dig (originaltitel: One Hour with You) er en amerikansk musicalkomedie fra 1932 instrueret af Ernst Lubitsch og George Cukor. Manuskriptet blev skrevet af Samson Raphaelson, baseret op skuespillet Only a Dream af Lothar Schmidt.
Filmen har Maurice Chevalier, Jeanette MacDonald og Genevieve Tobin i hovedrollerne. En fransk version af filmen, kaldet Une heure prés de toi, blev filmet samtidigt, med Lili Damita i Genevieve Tobins rolle.
Filmen er en musikalsk genindspilning af stumfilmen Naar Mænd fristes fra 1924, der var Lubitsch' anden film i USA.
Filmen blev nomineret til en Oscar for bedste film ved Oscaruddelingen 1932, men tabte til Grand Hotel.